# Colle di San Maffeo
Il colle di San Maffeo è una collina che si eleva per 505 s.l.m. ed è ubicata nel comune di Rodero (in provincia di Como) e nei pressi del confine italo-svizzero.

## Geografia

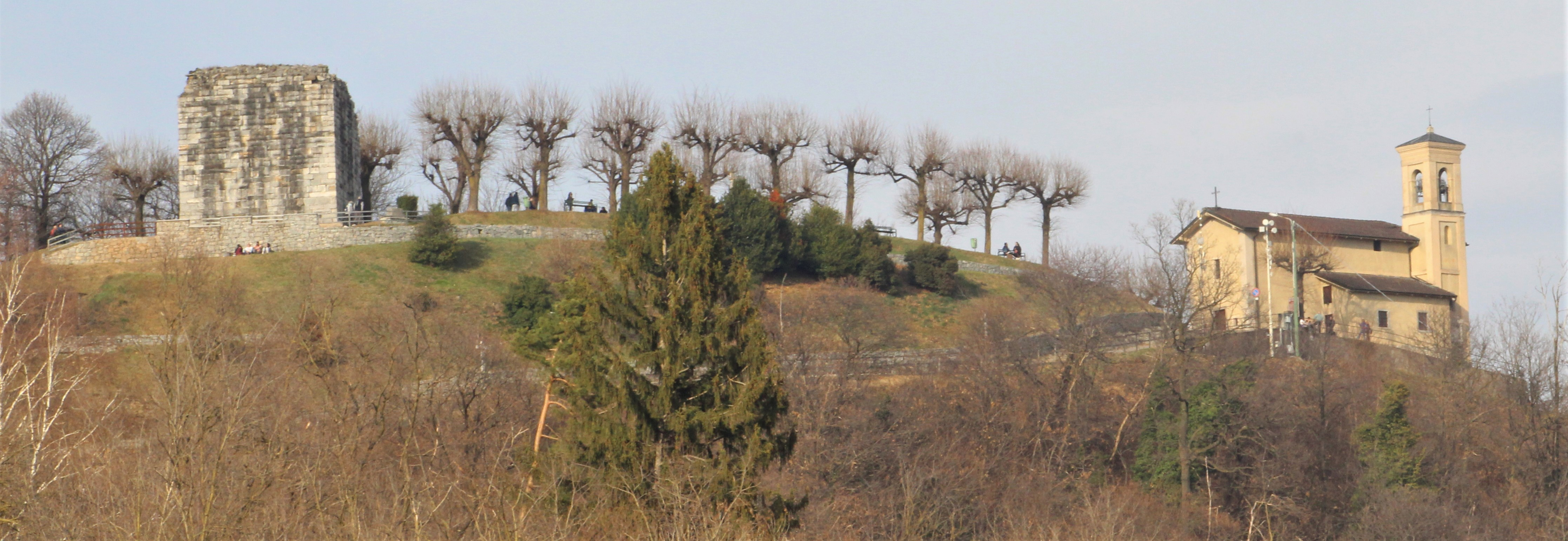
Vista del Colle di san Maffeo

La località ha sempre occupato un ruolo strategico di primaria importanza in virtù della sua ubicazione che consente di abbracciare visivamente le valli sottostanti, sia sul versante italiano delle province di Como e Varese sia su quello elvetico, fornendo un panorama delle colline moreniche prealpine. Verso sud si proietta la Valmorea mentre verso nord è possibile ammirare l'altopiano di Stabio e Mendrisio.

## Storia

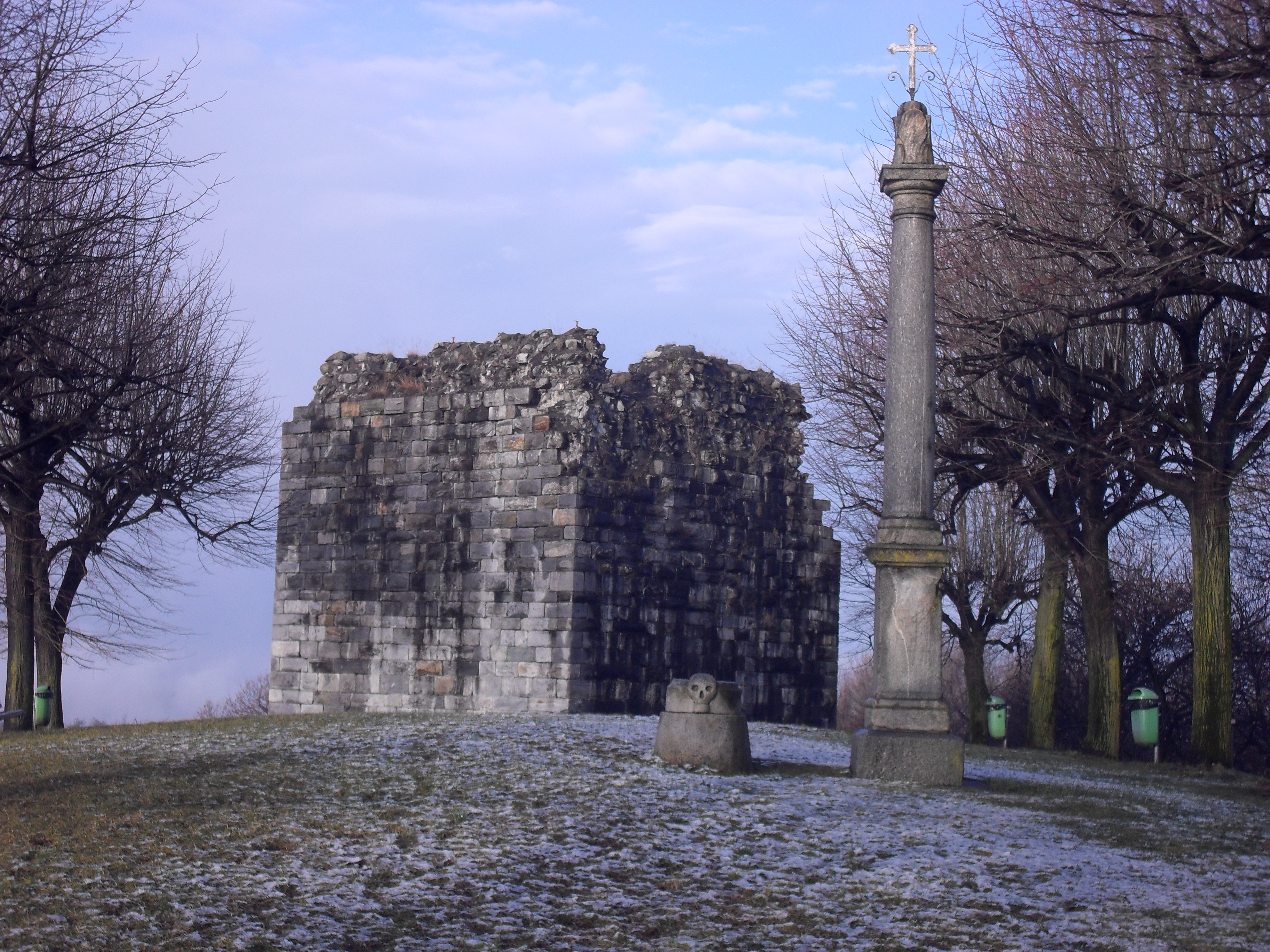
Il rudere della torre di origine tardo-romana situata anch'essa in cima al colle.

La sua posizione favorevole sarebbe già stata sfruttata forse in epoca tardo-imperiale come castrum, di cui resta la base di una torre in pietra, a base quadrata ed alta più di dieci metri. La sua importanza fu affermata dallo studioso Oreste Mattirolo nel 1937, che peraltro salvò il monumento da un progetto di smantellamento per cavarne pietre.
Uno scavo del 1994 a cura di Caporusso ha dimostrato come sotto la torre sia presente la base di una struttura precedente, più grande dell'attuale e di origine precedente alla parte superiore altomedioevale.

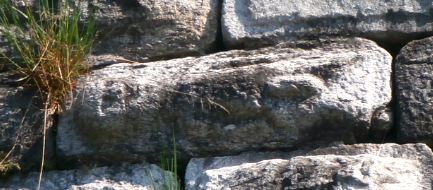
Roccia della torre Romana sul Colle di san Maffeo con in rilievo un bambino

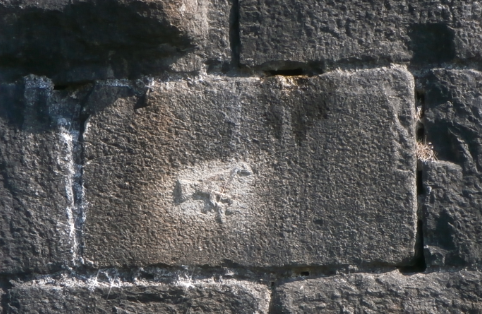
Roccia della torre Romana sul Colle di san Maffeo con in rilievo un uccellino

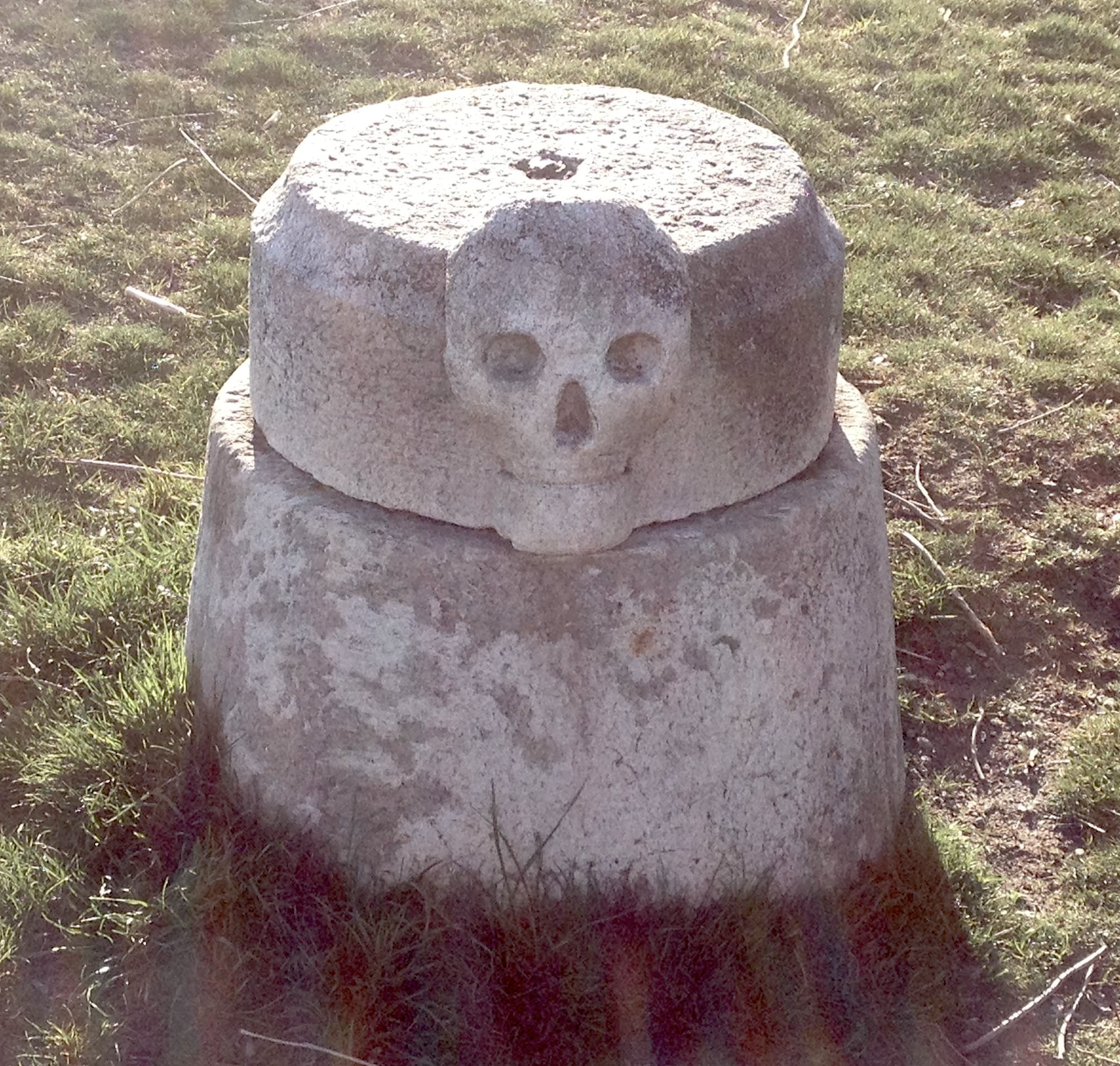
Cippo sepolcrale sul colle di San Maffeo

Presso la sommità della collina è presente anche la chiesa di Maria Regina Angelorum costruita nel 1714, che sostituì un'antica cappella dedicata a san Matteo (conosciuta come di san Maffeo a causa di un errore di lettura dovuto all'ambiguità grafica del carattere t). Con questo appellativo gli abitanti di Rodero chiamano tuttora sia il colle che la chiesa. Vi si celebra la festa, con sagra, la prima domenica di agosto.

## La chiesa di San Maffeo o Maria Regina Angelorum

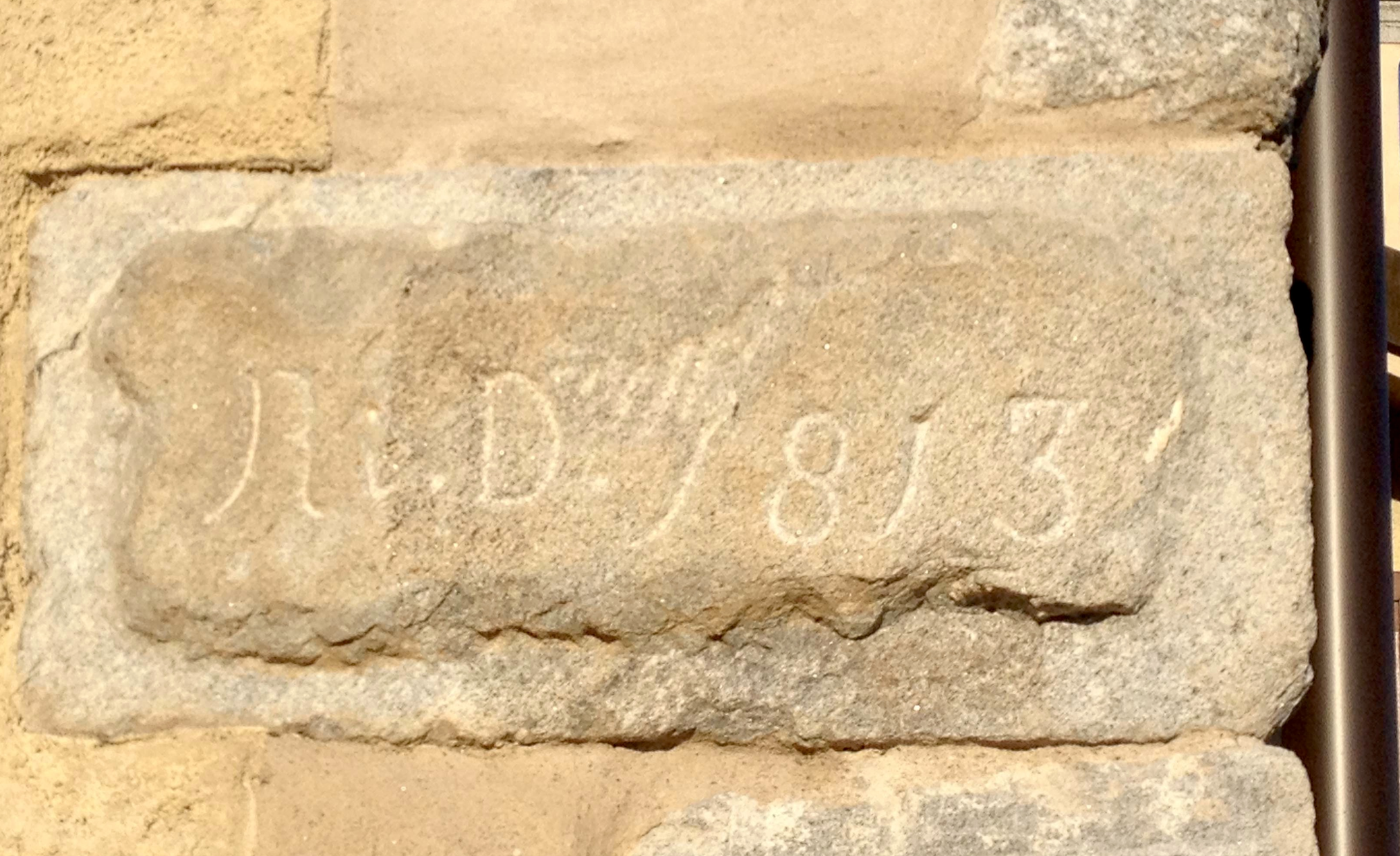
Pietra d'angolo portante inciso 1813, anno dell'inizio dei primi restauri.

La prima attestazione documentale dell'esistenza di una chiesa dedicata a San Matteo risale al 1438. Questa cappella era lontana dal centro abitato ed era poco frequentata e questo ne favorì la rovina e la mancata conservazione; per questo motivo fu abbattuta, su ordine del vescovo di Como datato 1572.
Il popolo roderese, probabilmente rimpiangendone la distruzione, nel 1714 ne reintraprese la ricostruzione intitolandola, su volontà del vicecurato don Giovanni Brenni, a San Grato che veniva invocato al tempo per proteggere il popolo dalle tempeste e dalle frequenti grandinate che distruggeva i raccolti.
La chiesetta fu così ricostruita e al suo interno fu collocata una raffigurazione del santo, con la convinzione di poter così fermare le grandinate; da quel giorno, si dice che la grandine non ha abbia più colpito.
Già nel 1793-1794 nei registri economici si parla della festa di San Maffeo, fissata per la prima domenica di agosto. Questa era abbinata ad una messa solenne dedicata alla Madonna e abbinata ai vespri: la Madonna e le ossa dei morti di San Maffeo erano ritenuti miracolosi.
Opera del XVIII secolo è la venerata statua della Madonna degli Angeli; l'originale è stata restaurata più volte nel 1800 e si trova nella cappellina della chiesa parrocchiale, mentre nella chiesa di San Maffeo ce n'è una copia più recente.

## Galleria d'immagini

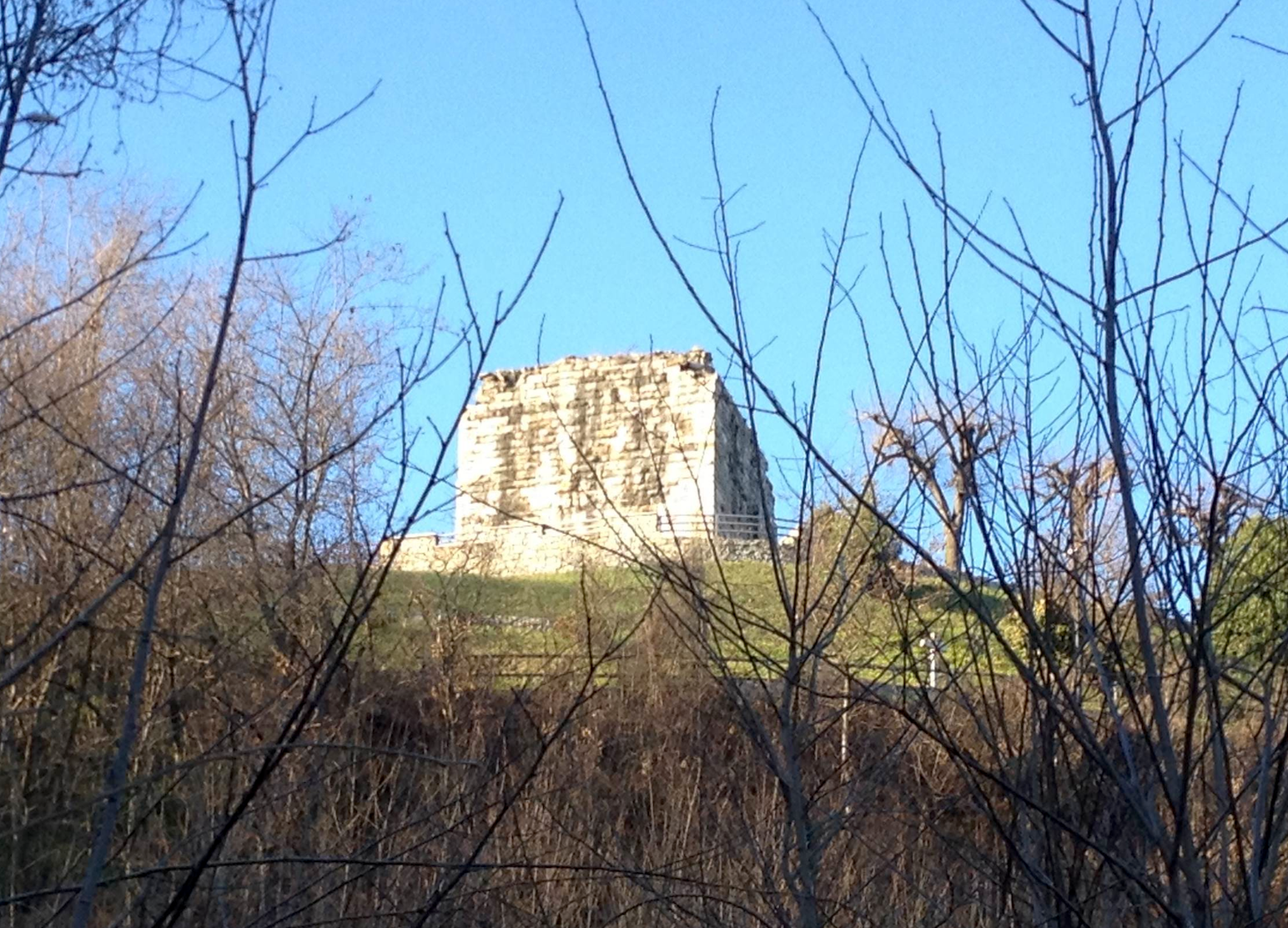
Torre Colle San Maffeo
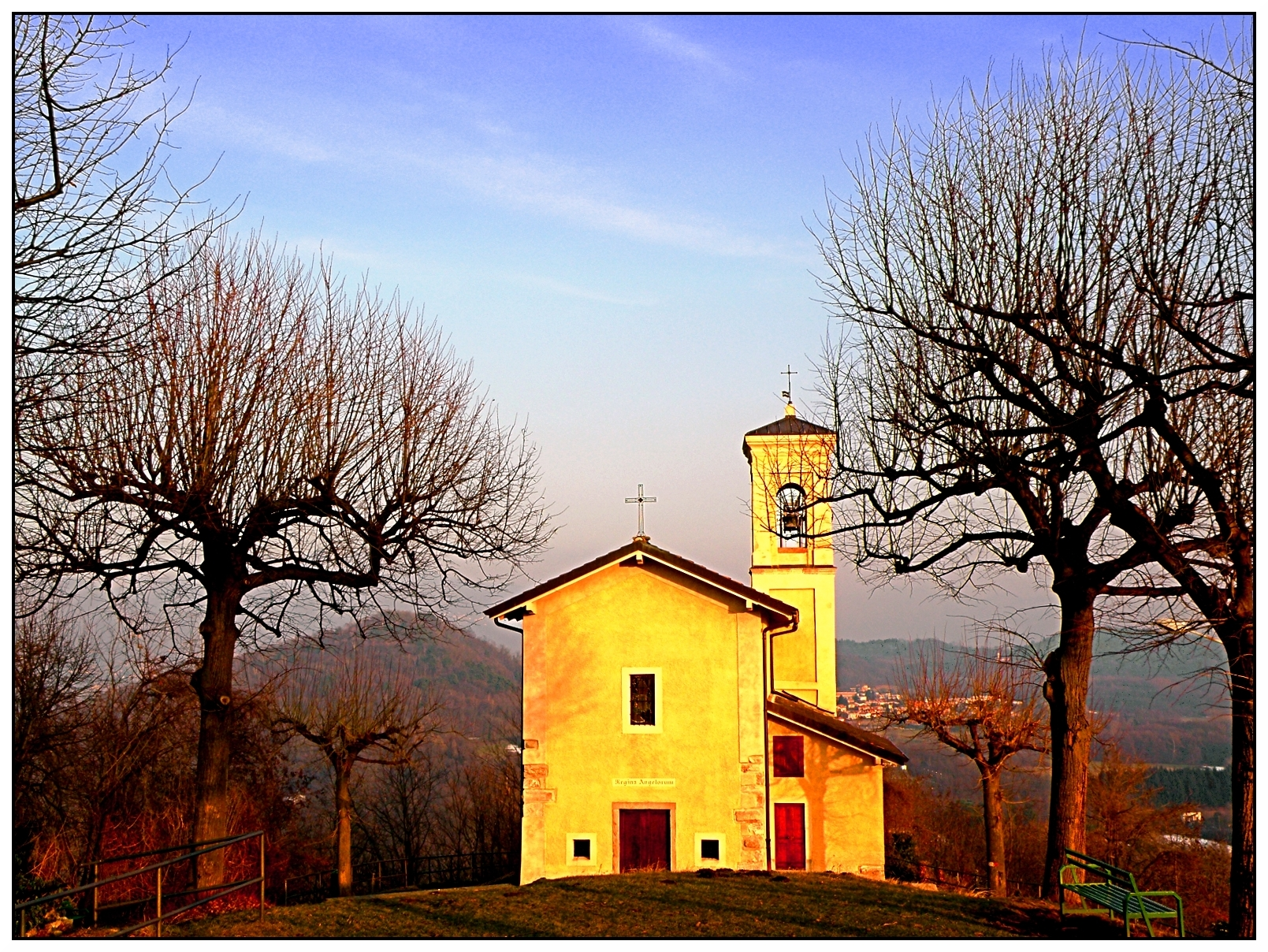
La Chiesa della Madonna degli Angeli popolarmente conosciuta come San Maffeo
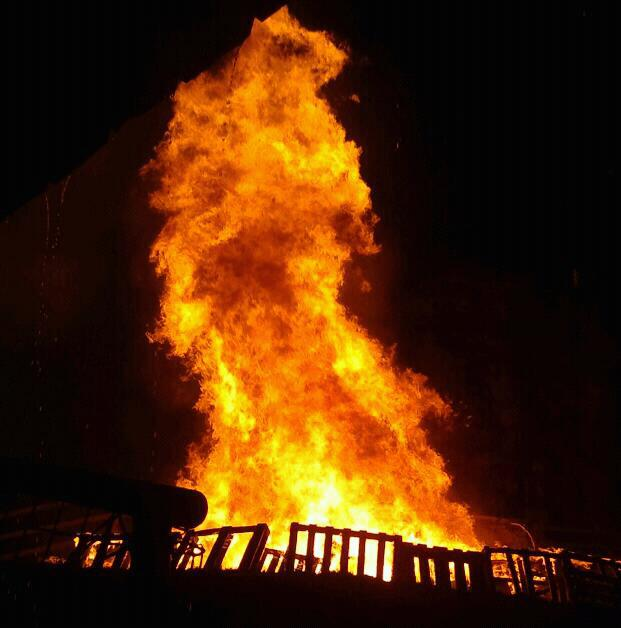
Falò di San Maffeo